# Котопакси
0° 40′ 50″ S 78° 26′ 16″ W / 0.68056° Ј; 78.43778° З
Котопакси  (шп. Cotopaxi) је активни стратовулкан у Андима, лоциран на територији града Латакунга у провинцији Котопакси, у јужноамеричкој држави Еквадору. Налази се 50 km јужно од главног града Кита и 31 km североисточно од Латакунга.
Висок је 5.897 m, што га чини другом по висини планином у Еквадору. Често се сматра највишим активним вулканом на свету, иако је Лулаилако (Llullaillaco) виши. Један је од најпосећенијих врхова Америке.
Од 1738. године, Котопакси је еруптирао више од 50 пута, што се одражава бројним долина око вулкана формираних ерозијом блатних токова. Након ерупције која је трајала од 14. августа 2015. до 24. јануара 2016. године Власти су званично затвориле Котопакси за успоне до 7. октобра 2017. године, када је поново отворен.
Котопакси је поново еруптирао 21. октобра 2022. године. Крајем фебруара 2022. Геофизички институт Еквадора је известио да је Котопакси произвео око 8 000 земљотреса од 21. октобра 2022. године, што је износило 1 600 догађаја месечно.
Његово име преводи се као „Престо месеца”.

## Опис
По ведром дану, Котопакси је јасно видљив на хоризонту из Латакунге и Кита. Котопакси је део ланца вулкана око пацифичке плоче познатог као Ватрени појас Пацифика. Има готово симетричну купу која се уздиже око 3 800 m са висоравни. Ширина купе у основи износи око 23 km. На Котопаксију се налази један од ретких екваторијалних глечера на свету, који почиње на висини од 5 000 m. На његовом врху је кратер димензија 800×550 m и дубине 250 m. Кратер се састоји од два концентрична обода, од којих је спољашњи делимично без снега и неправилног облика. Унутрашњост кратера прекривена је леденим венцима и прилично је равна. Највиша тачка је на северној страни спољашњег обода кратера.

## Галерија
- Котопакси
- Котопакси
- Котопакси
- Котопакси